# Antonio Domenicali
Antonio „Tonino” Domenicali (ur. 17 lutego 1936 w Berra, zm. 4 lipca 2002 w Segrate) – włoski kolarz torowy i szosowy, złoty medalista olimpijski.

## Kariera
Pierwszy sukces w karierze Antonio Domenicali osiągnął w 1956 roku, kiedy wspólnie z Leandro Fagginem, Valentino Gasparellą i Franco Gandinim zdobył złoty medal w drużynowym wyścigu na dochodzenie podczas igrzysk olimpijskich w Melbourne. Był to jedyny medal wywalczony przez Domenicalego na międzynarodowej imprezie tej rangi oraz jego jedyny start olimpijski. Startował również w wyścigach szosowych, ale nie odnosił większych sukcesów. W 1963 roku wywalczył złoty medal torowych mistrzostw kraju w wyścigu ze startu zatrzymanego zawodowców. Nigdy nie zdobył medalu na szosowych ani torowych mistrzostwach świata.